# Priesterseminar Kaunas

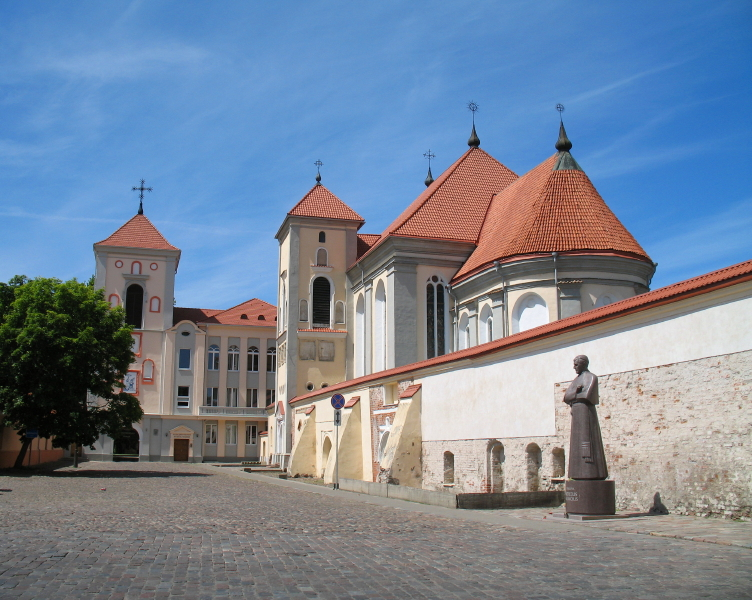
Dreifaltigkeitskirche Kaunas, Seminarkirche

Das Priesterseminar Kaunas (lit. Kauno kunigų seminarija) ist ein katholisches Priesterseminar in Kaunas, der zweitgrößten Stadt Litauens, Abteilung der Fakultät für Katholische Theologie der Vytautas-Magnus-Universität Kaunas (VDU), eine ehemalige nicht staatliche Hochschule. Es bietet Bachelor-, Master-, Lizenziat- und Promotionsstudien. Das Studium beginnt mit dem Vorbereitungskurs. 
Am Seminar studieren die Seminaristen aus dem Erzbistum Kaunas, dem Bistum Šiauliai und dem Bistum Vilkaviškis. 2005 gab es 37 Dozenten, davon 6 Professoren, und 65 Seminaristen.

## Regenten
- 1864–1884: Jeronimas Kiprijonas Račkauskas
- 1888–1899: Gasparas Feliksas Cirtautas
- 1900–1907: Antanas Karosas
- 1909–1932: Maironis
- 1932–1940: Pranas Penkauskas
- 1940–1941: Vincentas Brizgys
- 1942–1945: Pranas Petraitis
- 1945–1946: Stasys Gruodis
- 1946–1947: Pranciškus Venckus
- 1947–1950: Augustinas Vaitiekaitis
- 1950–1952: Albinas Jaudegis
- 1952–1953: Kazimieras Sirūnas
- 1953–1959: Kazimieras Žitkus
- 1959–1962: Alfonsas Lapė
- 1962–1989: Viktoras Butkus
- 1989–1990: Vladas Michelevičius
- 1990–1991: Sigitas Tamkevičius
- 1991–1993: Algis Baniulis
- 1993–1996: Pranciškus Tamulevičius
- 1996–1997: Eugenijus Bartulis
- 1997–2001: Rimantas Norvila
- Seit 2001: Aurelijus Žukauskas